# Talayón

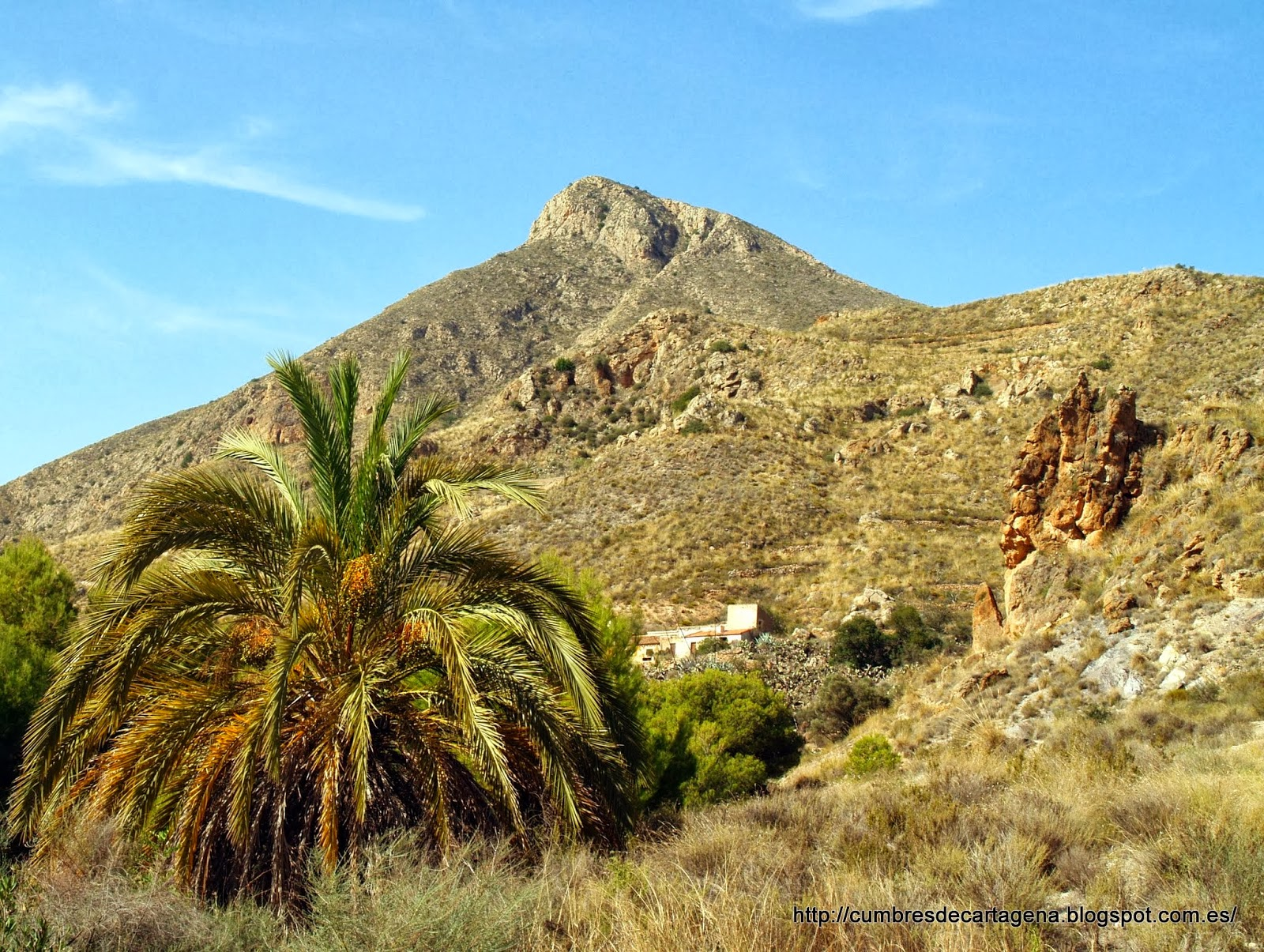
Talayon

El Talayón es una montaña española, pico más alto de la Sierra de la Almenara con 879 m s. n. m. Se encuentra enclavado dentro del término municipal de Águilas, en la provincia de Murcia.
Lugar de encuentro para muchos murcianos en días tan señalados como el "Día de la Mona", en especial la gente de los alrededores.
Desde la cima se puede visualizar unas vistas verdaderamente hermosas, como el mar Mediterráneo y Morata.
- Datos: Q5553017